# El Tatio
El Tatio est une zone géothermale qui se trouve dans la cordillère des Andes au Chili, sur l’altiplano à 4 280 m d’altitude dans la région d'Antofagasta, au pied des volcans Tatio et Linzor (5 680 m).

## Description
Le site se trouve à 90 km au nord de San Pedro de Atacama, et à environ 125 km à l'est de Calama par la nationale no 21, qui passe par le village indien de Chiu-Chiu. Le lieu a été nommé« El Tatio », de« Tata iu » en kunza c'est-à-dire« le grand-père qui pleure » (el abuelo que llora), en référence aux geysers et à la montagne visible sur le site où on distingue la forme d'un homme allongé.
Avec près de 80 geysers actifs, El Tatio est le plus grand site de geysers de l'hémisphère sud, et le troisième par sa taille après celui du Parc national de Yellowstone aux États-Unis et celui de la vallée des geysers en Russie. Malgré le nombre important de geysers, ceux-ci ne sont pas très hauts. En 2003, les deux éruptions les plus hautes identifiées, les geysers nommés T25 et T72 par Glennon et Pfaff, atteignent 5 mètres. La hauteur moyenne des éruptions est de 76 centimètres. Le site s'étend sur environ 7 km de large sur 20 km de long.
À l’aube, la différence de température permet d’observer la formation des cheminées de vapeur (la nuit, il peut geler jusqu’à −20 °C). Il est possible de se baigner dans une « piscine » en ciment remplie par les eaux des geysers une fois qu'elles se sont refroidies en coulant sur le sol.
Sur le site des geysers d'El Tatio se trouve une ancienne station géothermique expérimentale dont on peut voir les restes rouillés sur la partie sud-est du plateau. Cette station destinée à l'origine à la production d'électricité fut abandonnée en 1974, à la suite de problèmes techniques.

## Images

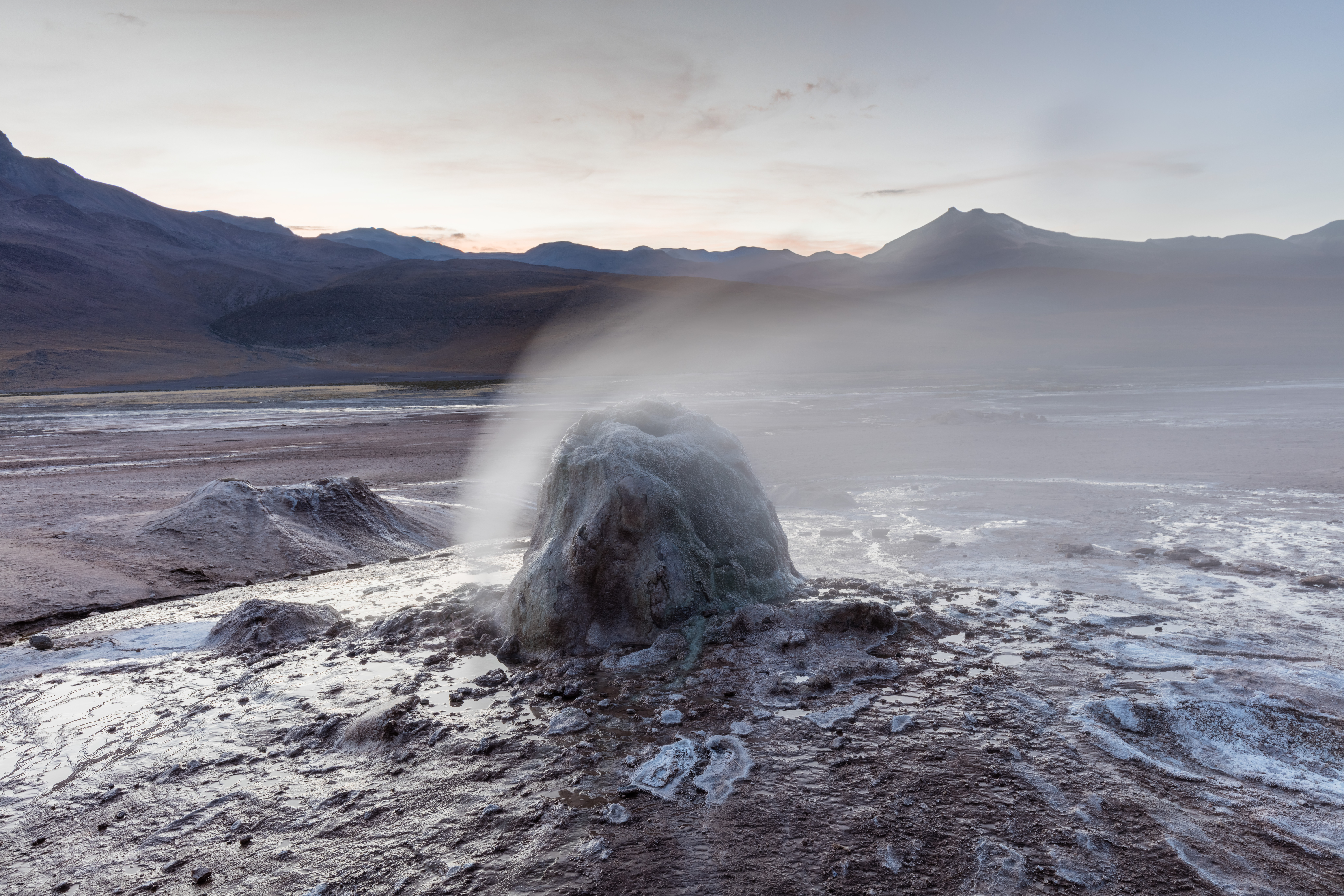
Gros plan d'un geyser
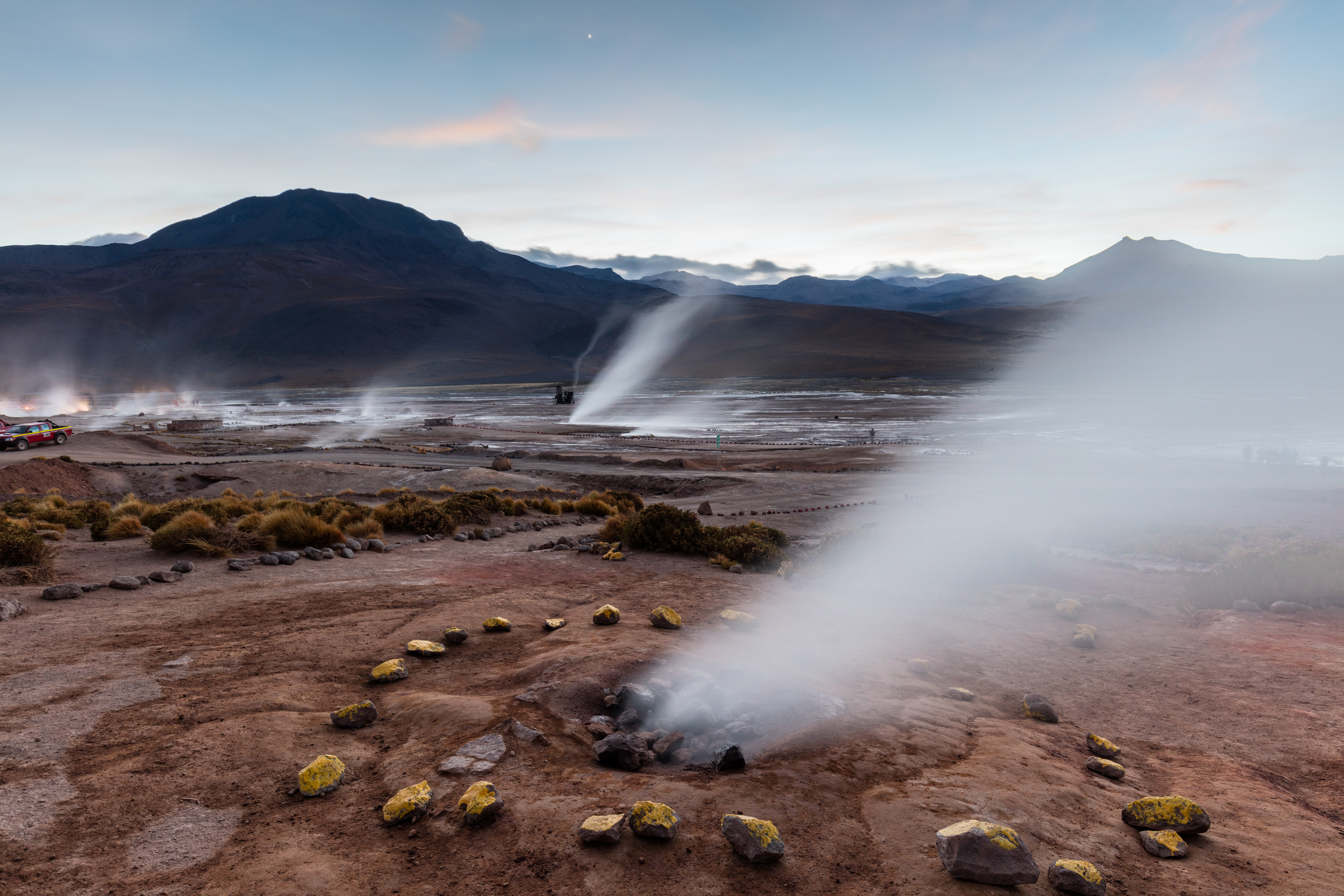
Geysers d'El Tatio.- Chili
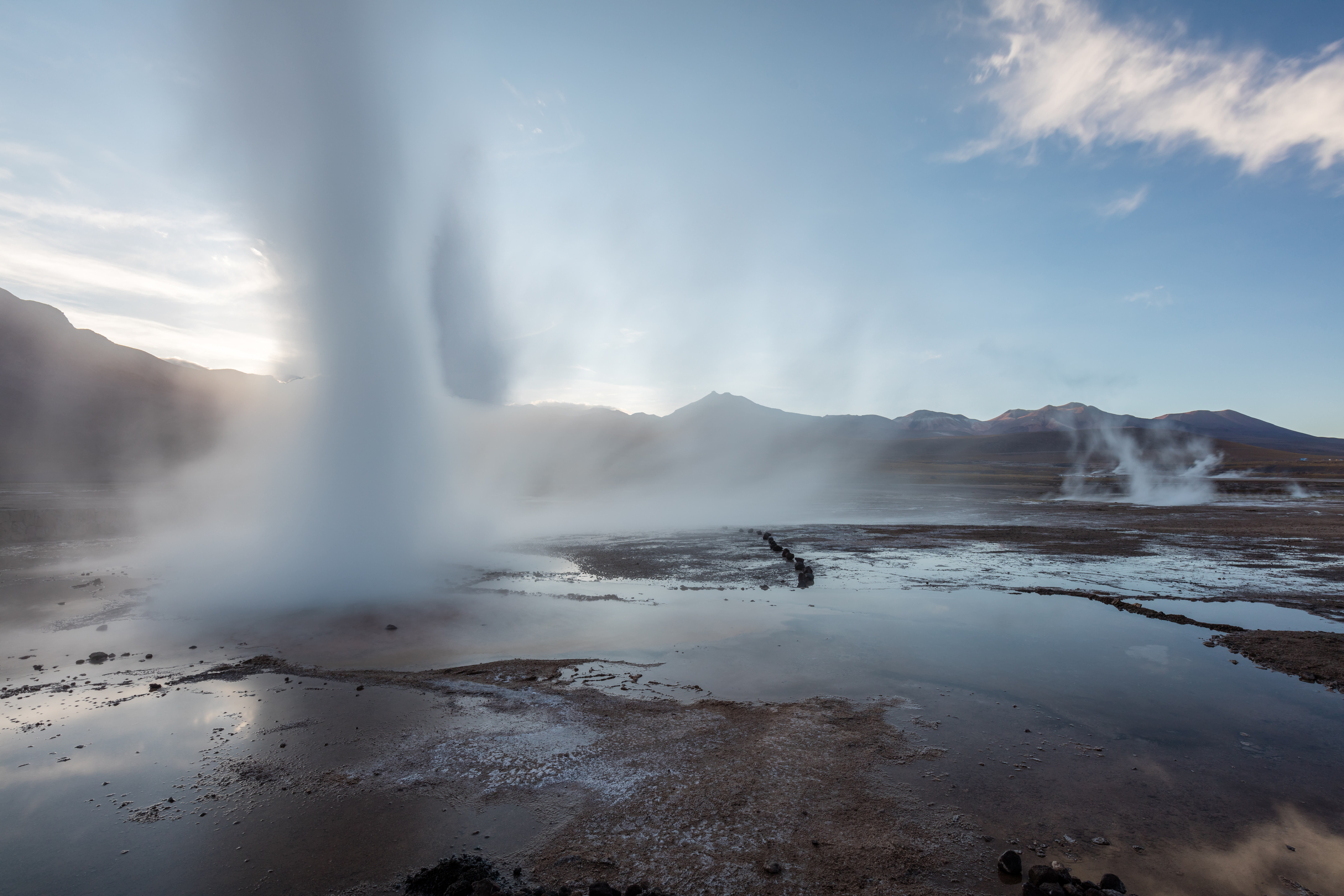
Geysers d'El Tatio
Geysers d'El Tatio
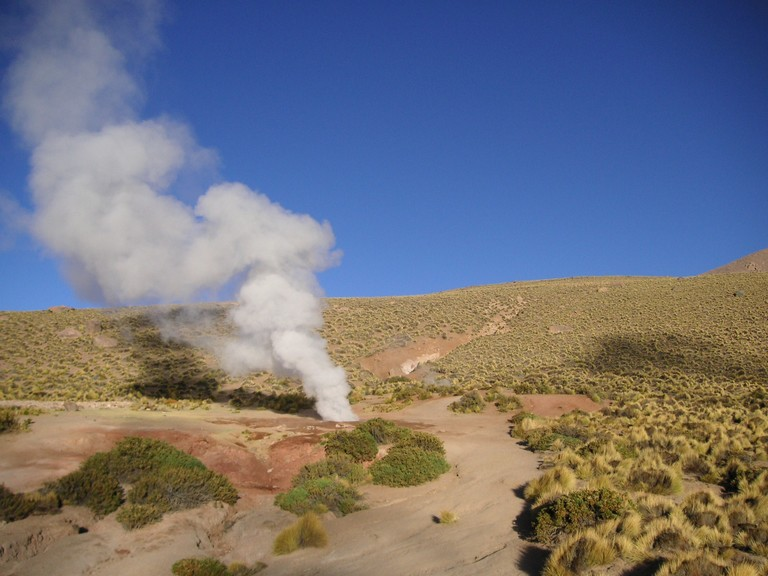
Geysers d'El Tatio, 7h24